# Barbara Czapik-Lityńska
Barbara Czapik-Lityńska (ur. 1948) – polska filolog, dr hab., profesor zwyczajny Instytutu Filologii Słowiańskiej Wydziału Filologicznego Uniwersytetu Śląskiego w Katowicach.

## Życiorys
Obroniła pracę doktorską, następnie uzyskała stopień doktora habilitowanego. 15 listopada 1997 nadano jej tytuł profesora w zakresie nauk humanistycznych. Objęła funkcję profesora zwyczajnego w Instytucie Filologii Słowiańskiej na Wydziale Filologicznym Uniwersytetu Śląskiego w Katowicach oraz członka Komisji Kultury Słowian na I Wydziale Filologicznym Polskiej Akademii Umiejętności.